# Jornal do Exército
Jornal do Exército ist eine militärische Fachzeitschrift der  portugiesischen Streitkräfte, die seit 1960 ununterbrochen erscheint.  Herausgeber ist das „Ministério do Exército“ mit Sitz im Palácio Vilalva in Lissabon. 

## Geschichte
Anfang 1959 wurde an der Militärakademie von Generalmajor David dos Santos, Major Pinto Coelho und Kapitän zur See José Marques der Vorschlag für die Schaffung einer militärischen Fachzeitschrift eingereicht. Afonso Magalhães de Almeida Fernandes, der damalige Verteidigungsminister, gab dem Ersuchen statt. Am 11. Januar 1960 erschien die erste Ausgabe mit 20.000 Exemplaren. Im Januar 2010 zum 50. Jahrestag des Jornal do Exército erschien nicht nur eine Sonderausgabe, sondern die Redaktion bezog das Gebäude ihres heutigen Hauptsitzes in São Sebastião da Pedreira, im  3. Bairro der Hauptstadt Lissabon.
Im April 2013 erschien die 627. Ausgabe des Jornal do Exército.
Veröffentlicht werden jedes Jahr 11 mehrfarbig bebilderte Ausgaben im Offsetdruckverfahren. Daneben erscheinen Sonderausgaben der Armee, wenn die Tätigkeiten oder wichtige Ereignisse dieses rechtfertigen. Jornal do Exército vermittelt dem Leser und den Angehörigen der Streitkräfte interne Informationen über Organe und Einrichtungen und behandelt wesentliche Fragen und Themen im Allgemeinen und der Armee im Besonderen. Jornal do Exército arbeitet zusammen mit autorisiert inländische und ausländische militärischen und zivilen Agenturen, die im Rahmen ihrer Tätigkeiten berichten.
Das Jornal do Exército ist auch im öffentlichen Zeitschriftenhandel erhältlich.

## Auszeichnungen
2007 wurde die Fachzeitschrift vom Präsidenten von Portugal Aníbal Cavaco Silva mit der Goldmedaille „Medalha de Ouro de Serviços Distintos“ ausgezeichnet.